# Robin Wikman

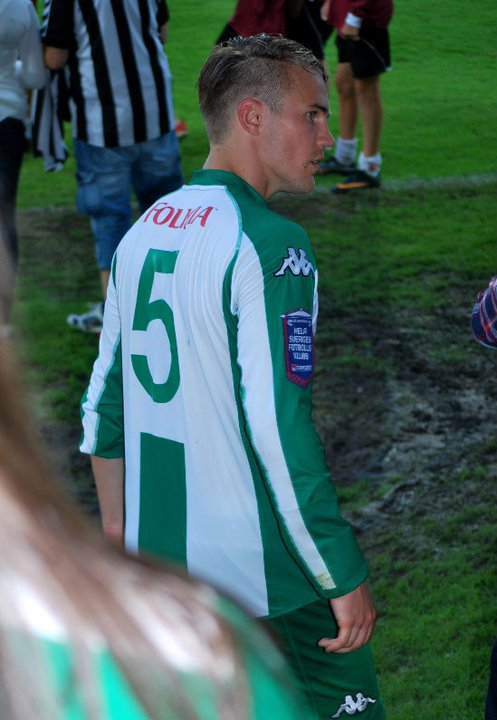
Robin Wikman

Robin Wikman, född 21 januari 1986, är en finländsk före detta fotbollsspelare. Wikman spelade under sin karriär för Cirié Calcio, Bjärreds IF, Landskrona BoIS, BK Häcken Hammarby IF, Nacka FF och FC Stockholm. Han har även varit uttagen i det finska U21-landslaget.

## Karriär
Wikman är född i Helsingfors, men flyttade som tvååring med sin familj till Italien. Han började spela fotboll som femåring i Cirié Calcio. Som 14-åring flyttade familjen till Sverige och det blev spel i Bjärreds IF. Han debuterade i A-laget som 15-åring.
2003 gick Wikman över till Landskrona BoIS ungdomslag. Säsongen 2005 gjorde han tre inhopp i Allsvenskan. I november 2008 värvades Wikman av BK Häcken. I februari 2010 värvades Wikman av Hammarby IF, där han skrev på ett tvåårskontrakt.
Säsongen 2012 och 2013 spelade Wikman för Nacka FF. I april 2015 värvades han av FC Stockholm. Wikman spelade sex matcher och gjorde ett mål i Division 4 2015. Säsongen 2016 spelade han två matcher i Division 3.